# Nothopsyche yokouchii
Nothopsyche yokouchii là một loài Trichoptera trong họ Limnephilidae. Chúng phân bố ở miền Cổ bắc.